# Yagong Dao
Yagong Dao (kinesiska: 鸭公岛) är en ö bland Paracelöarna i Sydkinesiska havet.  Paracelöarna har annekterats av Kina, men Taiwan och Vietnam gör också anspråk på dem.
Terrängen på Yagong Dao är varierad.